# Dyschoriste madurensis
Dyschoriste madurensis är en akantusväxtart som först beskrevs av Nicolaas Laurens Nicolaus Laurent Burman, och fick sitt nu gällande namn av Carl Ernst Otto Kuntze. Dyschoriste madurensis ingår i släktet Dyschoriste och familjen akantusväxter. Inga underarter finns listade i Catalogue of Life.